# Walerian Iwanowitsch Kurdjumow
Walerian Iwanowitsch Kurdjumow (russisch Валериан Иванович Курдюмов; * 12. Oktoberjul. / 24. Oktober 1853greg. in Zarskoje Selo; † 28. Dezember 1904jul. / 10. Januar 1905greg.) war ein russischer Verkehrsingenieur und Hochschullehrer.

## Leben
Kurdjumow stammte aus einer alten Adelsfamilie. Er studierte am Sankt Petersburger Institut der Verkehrsingenieure mit Abschluss 1878, worauf er dort außerordentlicher Professor wurde. Er verfasste Lehrbücher zur perspektivischen Darstellung und zur Gründung von Bauwerken. Zusammen mit Ioakim Samuilowitsch Kannegiesser verfasste er ein dreibändiges Werk über Tiefbauarbeiten.
Kurdjumow erfand eine Lampe mit kontinuierlicher Auslösung von Magnesiumlichtblitzen. Am Institut der Verkehrsingenieure gründete er 1891 und leitete dann das erste russische Laboratorium für Fotografie, in dem er zusammen mit den Studenten arbeitete.
Kurdjumow wurde in Zarskoje Selo auf dem Kasaner Friedhof begraben wie bereits seine Frau Sinaida Nikolajewna Kurdjumowa (1864–1892). Ihr Sohn war der Dichter Wsewolod Walerinowitsch Kurdjumow (1892–1956).